# Reddyanus khammamensis
Espèce
Synonymes
- Isometrus khammamensis Kovařík, 2003

Reddyanus khammamensis est une espèce de scorpions de la famille des Buthidae.

## Distribution
Cette espèce est endémique du Telangana en Inde. Elle se rencontre vers Khammam.

## Description
Le mâle holotype mesure 38,9 mm et la femelle paratype 28,1 mm.

## Systématique et taxinomie
Cette espèce a été décrite sous le protonyme Isometrus khammamensis par Kovařík en 2003. Elle est placée dans le genre Reddyanus par Kovařík, Lowe, Ranawana, Hoferek, Jayarathne, Plíšková et Šťáhlavský en 2016.

## Étymologie
Son nom d'espèce, composé de khammam et du suffixe latin -ensis, « qui vit dans, qui habite », lui a été donné en référence au lieu de sa découverte, Khammam.

## Publication originale
- Kovařík, 2003 : « A review of the genus Isometrus Ehrenberg, 1828 (Scorpiones: Buthidae) with descriptions of four new species from Asia and Australia. » Euscorpius, no 10, p. 1-19 (texte intégral).